# Российское лесное научно-техническое общество
Общероссийская общественная организация «Российское лесное научно-техническое общество» — объединение инженерно-технических работников и учёных, содействующее совершенствованию лесного хозяйства и лесной промышленности. Главный офис находится в Москве, по адресу ул. Покровка, 29. Председатель — доктор экономических наук, профессор Н. А. Бурдин (2011). Лесное НТО входит в Российский и Международный союзы научных и инженерных общественных объединений.

## История
В 1832 году в Санкт-Петербурге было создано Общество для поощрения лесного хозяйства. Благодаря правительственной субсидии общество издавало «Лесной журнал». Распространение сведений о рациональном лесном хозяйстве через издание журнала и считалось главной задачей общества. В 1845 году оно было преобразовано в VI отделение Вольного экономического общества, которое просуществовало до 1850 г. Журнал издавался ещё год, после чего правительство перестало выделять дотацию и его выпуск был прекращён.
В 1871 году группа лесных специалистов организовала новое независимое Лесное общество в Санкт-Петербурге, как объединение профессионалов. С самого начала своего существования на средства, поступавшие от членских взносов и частных пожертвований, общество стало издавать новый «Лесной журнал», который быстро приобрёл заслуженное уважение в среде лесоводов.
В 1883 году отделение общества открылось в Москве, в 1889 г. отделение заявило о самостоятельности.
После 1917 года общество не действовало, и снова возобновило собрания в 1921 году. Было сделано несколько попыток возобновить также и издание «Лесного журнала».
В 1932 году, после выхода постановления ЦК ВКП(б) «О реорганизации НТО и НИТО ЦК профсоюза лесорабочих» создано Всесоюзное научное инженерно-техническое общество лесной промышленности и лесного хозяйства (ВНИТОлес). Правление ВНИТОлес созывало съезды членов общества один раз в три года, первый съезд состоялся в 1933 году. В 1933 году общество состояло из 475 первичных организаций, в которых насчитывалось около 10 тысяч членов. В 1950 году на съезде в Москве был принят новый устав НТО, организованы шесть отраслевых секций — механизации лесозаготовок и лесотранспорта, лесопиления и деревообработки, лесного хозяйства, лесохимии, древесиноведения и зелёного стр-ва. К 1955 году в состав общества входило 542 первичные организации.
В 1955 году по постановлению секретариата ВЦСПС общество было расформировано, 470 его первичных организаций вошли в НТО сельского и лесного хозяйства и 72 — в НТО бумажной и деревообрабатывающей промышленности. В 1959 году вновь создано НТО лесной промышленности и лесного хозяйства. Высшим органом НТО был Всесоюзный съезд, между съездами руководство осуществлялось Центральным правлением. К 1984 году в составе НТО было около 4300 первичных организаций, общее число их членов превышало 350 тысяч.
Общество выпускало журналы «Лесное хозяйство» (печатный орган Центрального правления НТО и Гослесхоза СССР) и «Лесная промышленность» (печатный орган Центрального правления НТО и Министерства лесной, целлюлозно-бумажной и деревообрабатывающей промышленности СССР).